# Eualus kinzeri
Eualus kinzeri is een garnalensoort uit de familie van de Hippolytidae. De wetenschappelijke naam van de soort is voor het eerst geldig gepubliceerd in 1990 door Tiefenbacher.